# Cataglyphis bazoftensis
Cataglyphis bazoftensis (лат.) — вид муравьёв-бегунков рода Cataglyphis из подсемейства Formicinae.

## Распространение
Иран, Кухранг.

## Описание
Мелкие формициновые муравьи-бегунки, длина 5-10 мм. Основная окраска тела крупных рабочих двухцветная: голова, грудь и петиоль красные, брюшко и ноги — чёрные. Мелкие рабочие одноцветные буровато-чёрные. Длина головы крупных рабочих от 2,72 до 3,04 мм, ширина головы от 2,42 до 2,88 мм. 
Двухцветное тело в сочетании с толстыми, густыми, черными прилегающими щетинками на бедрах и голенях напоминают признаки, характерные для видов комплекса Cataglyphis setipes. Cataglyphis bazoftensis хорошо отличается от них клиновидным узлом петиоля, который у представителей комплекса setipes отчетливо узловат. На первый взгляд, крупные виды комплекса Cataglyphis bucharica с клиновидным петиолем напоминают C. bazoftensis, но большинство этих видов различаются бёдрами и голенями, лишенными толстых чёрных прилегающих щетинок. Члены комплекса bucharica с щетинистыми бедрами и голенями отличаются наличием чёрных прямостоячих щетинок на задней части головы. Cataglyphis kurdistanica Pisarski наиболее похож на C. bazoftensis, но отличается наличием основной касты солдат и задней частью головы и проподеумом, покрытыми длинными черными прямостоячими щетинками. Cataglyphis altisquamis (André) и C. foreli (Ruzsky) отличаются от C. bazoftensis крупными рабочими с красновато-коричневой или коричневато-чёрной головой и мезосомой; в то время как у C. bazoftensis есть крупные рабочие с равномерно красной головой и мезосомой; только самые маленькие из крупных рабочих-майоров (smallest majors) представители C. bazoftensis могут быть иногда красновато-коричневыми.
Усики рабочих и самок состоят из 12 члеников (13 члеников у самцов), булава отсутствует. Нижнечелюстные щупики состоят из 6 сегментов, нижнегубные щупики 4-члениковые. Стебелёк между грудкой и брюшком состоит из одного членика петиолюса с небольшой чешуйкой, жало отсутствует, куколки крытые (в коконе). Гнёзда были найдены под камнями в лиственном дубовом лесу, окруженном пастбищами. Все места сбора находились в альпийской зоне с 1738 по 1886 м над уровнем моря.

## Систематика и этимология
Вид был впервые описан в 2021 году иранским энтомологом Arsalan Khalili-Moghadam (Shahrekord University, Shahrekord, Иран), польским мирмекологом Sebastian Salata (University of Wrocław, Вроцлав, Польша) и Lech Borowiec (California Academy of Sciences, Сан-Франциско, США). Включён в видовую группу altisquamis-group. Название вида bazoftensis - это латинское прилагательное в именительном падеже и относится к региону Базафт (Bazoft, خش بازفت) области Кухранг (Иран), типовой местности для этого вида.